# Liga Mistrzyń w piłce siatkowej (2021/2022)
Liga Mistrzyń 2021/2022 (oficjalna nazwa CEV Champions League Volley 2022 - Women) – 22. sezon Ligi Mistrzyń rozgrywanej od 2000 roku, organizowanej przez Europejską Konfederację Piłki Siatkowej (CEV) w ramach europejskich pucharów dla żeńskich klubowych zespołów siatkarskich z Europy.

## Drużyny uczestniczące[1]
{{Mapa lokalizacyjna}} Nieoczekiwana grafika: "punkty mapy".

## Rozgrywki

### Faza grupowa[2][3]
awans do play-off

#### Grupa A
Tabela
| Lp. | Drużyna                         | Mecze | Mecze   | Mecze   | Pkt | Sety | Sety | Sety  | Małe punkty | Małe punkty | Małe punkty |
| Lp. | Drużyna                         | M     | W (3:2) | P (2:3) | Pkt | wyg. | prz. | ratio | zdob.       | str.        | ratio       |
| --- | ------------------------------- | ----- | ------- | ------- | --- | ---- | ---- | ----- | ----------- | ----------- | ----------- |
| 1   | Developres Bella Dolina Rzeszów | 6     | 5 (2)   | 1 (0)   | 13  | 15   | 8    | 1.875 | 521         | 467         | 1.116       |
| 2   | Lokomotiw Kaliningrad           | 6     | 4 (0)   | 2 (1)   | 13  | 15   | 7    | 2.143 | 515         | 472         | 1.091       |
| 3   | Dresdner SC                     | 6     | 3 (1)   | 3 (1)   | 9   | 11   | 13   | 0.846 | 500         | 532         | 0.940       |
| 4   | Prometej Kamieńskie             | 6     | 0 (0)   | 6 (1)   | 1   | 5    | 18   | 0.278 | 476         | 541         | 0.880       |

Źródło: cev.lu (ang.)
Punktacja: 3:0 i 3:1 – 3 pkt; 3:2 – 2 pkt; 2:3 – 1 pkt; 1:3 i 0:3 – 0 pkt
Zasady ustalania kolejności: 1. liczba zwycięstw, 2. liczba punktów, 3. stosunek setów, 4. stosunek małych punktów, 5. bilans w bezpośrednich meczach
Wyniki
| Data       | Godz. | Drużyna 1                       | Wynik | Drużyna 2                       | 1     | 2     | 3     | 4     | 5     | Widzów | *      |
| ---------- | ----- | ------------------------------- | ----- | ------------------------------- | ----- | ----- | ----- | ----- | ----- | ------ | ------ |
| 23.11.2021 | 19:00 | Lokomotiw Kaliningrad           | 3:0   | Prometej Kamieńskie             | 25:21 | 25:19 | 25:23 |       |       | 750    | raport |
| 23.11.2021 | 18:00 | Developres Bella Dolina Rzeszów | 3:2   | Dresdner SC                     | 25:10 | 19:25 | 25:15 | 22:25 | 15:9  | 1137   | raport |
| 07.12.2021 | 19:00 | Prometej Kamieńskie             | 1:3   | Developres Bella Dolina Rzeszów | 20:25 | 14:25 | 25:21 | 17:25 |       | 650    | raport |
| 08.12.2021 | 19:00 | Dresdner SC                     | 0:3   | Lokomotiw Kaliningrad           | 20:25 | 17:25 | 19:25 |       |       | 0      | raport |
| 21.12.2021 | 18:00 | Developres Bella Dolina Rzeszów | 3:2   | Lokomotiw Kaliningrad           | 25:17 | 22:25 | 25:21 | 17:25 | 16:14 | 1400   | raport |
| 22.12.2021 | 19:00 | Prometej Kamieńskie             | 2:3   | Dresdner SC                     | 25:16 | 16:25 | 25:16 | 14:25 | 15:17 | 400    | raport |
| 18.01.2022 | 18:00 | Developres Bella Dolina Rzeszów | 3:0   | Prometej Kamieńskie             | 25:22 | 25:23 | 25:17 |       |       | 1206   | raport |
| 18.01.2022 | 19:00 | Lokomotiw Kaliningrad           | 1:3   | Dresdner SC                     | 25:21 | 20:25 | 22:25 | 22:25 |       | 1987   | raport |
| 02.02.2022 | 19:00 | Dresdner SC                     | 0:3   | Developres Bella Dolina Rzeszów | 19:25 | 22:25 | 24:26 |       |       | 750    | raport |
| 03.02.2022 | 19:00 | Prometej Kamieńskie             | 1:3   | Lokomotiw Kaliningrad           | 18:25 | 25:27 | 25:19 | 21:25 |       | 100    | raport |
| 15.02.2022 | 19:00 | Lokomotiw Kaliningrad           | 3:0   | Developres Bella Dolina Rzeszów | 28:26 | 25:19 | 25:18 |       |       | 2700   | raport |
| 15.02.2022 | 19:00 | Dresdner SC                     | 3:1   | Prometej Kamieńskie             | 25:22 | 25:27 | 25:23 | 25:19 |       | 850    | raport |

#### Grupa B
Tabela
| Lp. | Drużyna           | Mecze | Mecze   | Mecze   | Pkt | Sety | Sety | Sety  | Małe punkty | Małe punkty | Małe punkty |
| Lp. | Drużyna           | M     | W (3:2) | P (2:3) | Pkt | wyg. | prz. | ratio | zdob.       | str.        | ratio       |
| --- | ----------------- | ----- | ------- | ------- | --- | ---- | ---- | ----- | ----------- | ----------- | ----------- |
| 1   | VakıfBank SK      | 6     | 6 (0)   | 0 (0)   | 18  | 18   | 2    | 9.000 | 494         | 353         | 1.399       |
| 2   | Vero Volley Monza | 6     | 4 (0)   | 2 (0)   | 12  | 14   | 6    | 2.333 | 456         | 408         | 1.118       |
| 3   | ASPTT Mulhouse    | 6     | 1 (0)   | 5 (0)   | 3   | 4    | 16   | 0.250 | 402         | 469         | 0.857       |
| 4   | LP Viesti Salo    | 6     | 1 (0)   | 5 (0)   | 3   | 4    | 16   | 0.250 | 368         | 490         | 0.751       |

Źródło: cev.lu (ang.)
Punktacja: 3:0 i 3:1 – 3 pkt; 3:2 – 2 pkt; 2:3 – 1 pkt; 1:3 i 0:3 – 0 pkt
Zasady ustalania kolejności: 1. liczba zwycięstw, 2. liczba punktów, 3. stosunek setów, 4. stosunek małych punktów, 5. bilans w bezpośrednich meczach
Wyniki
| Data       | Godz. | Drużyna 1         | Wynik | Drużyna 2         | 1     | 2     | 3     | 4     | 5 | Widzów | *      |
| ---------- | ----- | ----------------- | ----- | ----------------- | ----- | ----- | ----- | ----- | - | ------ | ------ |
| 23.11.2021 | 19:00 | ASPTT Mulhouse    | 3:1   | LP Viesti Salo    | 23:25 | 25:14 | 25:14 | 25:19 |   | 2030   | raport |
| 24.11.2021 | 19:00 | VakıfBank SK      | 3:1   | Vero Volley Monza | 23:25 | 25:23 | 25:16 | 25:21 |   | 1980   | raport |
| 08.12.2021 | 19:30 | Vero Volley Monza | 3:0   | ASPTT Mulhouse    | 25:20 | 25:17 | 25:12 |       |   | 2071   | raport |
| 09.12.2021 | 19:00 | LP Viesti Salo    | 0:3   | VakıfBank SK      | 14:25 | 11:25 | 17:25 |       |   | 850    | raport |
| 21.12.2021 | 19:00 | Vero Volley Monza | 3:0   | LP Viesti Salo    | 25:13 | 25:23 | 25:14 |       |   | 550    | raport |
| 22.12.2021 | 19:00 | ASPTT Mulhouse    | 0:3   | VakıfBank SK      | 19:25 | 19:25 | 17:25 |       |   | 2851   | raport |
| 19.01.2022 | 19:30 | ASPTT Mulhouse    | 0:3   | Vero Volley Monza | 18:25 | 22:25 | 18:25 |       |   | 1593   | raport |
| 20.01.2022 | 19:00 | VakıfBank SK      | 3:0   | LP Viesti Salo    | 25:9  | 25:21 | 25:20 |       |   | 1645   | raport |
| 03.02.2022 | 19:00 | LP Viesti Salo    | 3:1   | ASPTT Mulhouse    | 25:19 | 25:21 | 18:25 | 29:27 |   | 550    | raport |
| 03.02.2022 | 19:00 | Vero Volley Monza | 1:3   | VakıfBank SK      | 25:21 | 17:25 | 17:25 | 12:25 |   | 1400   | raport |
| 15.02.2022 | 17:00 | VakıfBank SK      | 3:0   | ASPTT Mulhouse    | 25:11 | 25:18 | 25:21 |       |   | 1589   | raport |
| 15.02.2022 | 18:00 | LP Viesti Salo    | 0:3   | Vero Volley Monza | 21:25 | 13:25 | 23:25 |       |   | 1050   | raport |

#### Grupa C
Tabela
| Lp. | Drużyna                | Mecze | Mecze   | Mecze   | Pkt | Sety | Sety | Sety  | Małe punkty | Małe punkty | Małe punkty |
| Lp. | Drużyna                | M     | W (3:2) | P (2:3) | Pkt | wyg. | prz. | ratio | zdob.       | str.        | ratio       |
| --- | ---------------------- | ----- | ------- | ------- | --- | ---- | ---- | ----- | ----------- | ----------- | ----------- |
| 1   | Dinamo Moskwa          | 6     | 5 (2)   | 1 (0)   | 13  | 15   | 7    | 2.143 | 489         | 459         | 1.065       |
| 2   | Igor Gorgonzola Novara | 6     | 4 (0)   | 2 (0)   | 12  | 13   | 6    | 2.167 | 449         | 392         | 1.145       |
| 3   | THY Stambuł            | 6     | 3 (1)   | 3 (2)   | 10  | 13   | 12   | 1.083 | 543         | 515         | 1.054       |
| 4   | VK Dukla Liberec       | 6     | 0 (0)   | 6 (1)   | 1   | 2    | 18   | 0.111 | 364         | 479         | 0.760       |

Źródło: cev.lu (ang.)
Punktacja: 3:0 i 3:1 – 3 pkt; 3:2 – 2 pkt; 2:3 – 1 pkt; 1:3 i 0:3 – 0 pkt
Zasady ustalania kolejności: 1. liczba zwycięstw, 2. liczba punktów, 3. stosunek setów, 4. stosunek małych punktów, 5. bilans w bezpośrednich meczach
Wyniki
| Data       | Godz. | Drużyna 1              | Wynik | Drużyna 2              | 1     | 2     | 3     | 4     | 5     | Widzów | *      |
| ---------- | ----- | ---------------------- | ----- | ---------------------- | ----- | ----- | ----- | ----- | ----- | ------ | ------ |
| 23.11.2021 | 19:00 | Dinamo Moskwa          | 3:0   | VK Dukla Liberec       | 25:19 | 25:19 | 25:20 |       |       | 0      | raport |
| 25.11.2021 | 20:00 | Igor Gorgonzola Novara | 3:0   | THY Stambuł            | 25:21 | 25:22 | 26:24 |       |       | 1267   | raport |
| 07.12.2021 | 20:00 | VK Dukla Liberec       | 0:3   | Igor Gorgonzola Novara | 11:25 | 16:25 | 19:25 |       |       | 750    | raport |
| 08.12.2021 | 18:00 | THY Stambuł            | 2:3   | Dinamo Moskwa          | 23:25 | 25:16 | 17:25 | 25:19 | 9:15  | 700    | raport |
| 21.12.2021 | 18:00 | THY Stambuł            | 3:0   | VK Dukla Liberec       | 25:18 | 25:15 | 25:22 |       |       | 200    | raport |
| 23.12.2021 | 19:00 | Dinamo Moskwa          | 0:3   | Igor Gorgonzola Novara | 20:25 | 21:25 | 23:25 |       |       | 900    | raport |
| 19.01.2022 | 19:00 | Dinamo Moskwa          | 3:2   | THY Stambuł            | 16:25 | 26:24 | 25:19 | 18:25 | 15:13 | 500    | raport |
| 20.01.2022 | 20:00 | Igor Gorgonzola Novara | 3:0   | VK Dukla Liberec       | 25:12 | 25:23 | 25:13 |       |       | 785    | raport |
| 02.02.2022 | 18:00 | THY Stambuł            | 3:1   | Igor Gorgonzola Novara | 25:21 | 17:25 | 25:23 | 25:16 |       | 1000   | raport |
| 13.02.2022 | 20:00 | VK Dukla Liberec       | 0:3   | Dinamo Moskwa          | 13:25 | 22:25 | 23:25 |       |       | 465    | raport |
| 15.02.2022 | 20:00 | VK Dukla Liberec       | 2:3   | THY Stambuł            | 25:23 | 25:16 | 16:25 | 23:25 | 10:15 | 425    | raport |
| 15.02.2022 | 21:00 | Igor Gorgonzola Novara | 0:3   | Dinamo Moskwa          | 19:25 | 22:25 | 22:25 |       |       | 1250   | raport |

#### Grupa D
Tabela
| Lp. | Drużyna        | Mecze | Mecze   | Mecze   | Pkt | Sety | Sety | Sety  | Małe punkty | Małe punkty | Małe punkty |
| Lp. | Drużyna        | M     | W (3:2) | P (2:3) | Pkt | wyg. | prz. | ratio | zdob.       | str.        | ratio       |
| --- | -------------- | ----- | ------- | ------- | --- | ---- | ---- | ----- | ----------- | ----------- | ----------- |
| 1   | Fenerbahçe     | 6     | 6 (1)   | 0 (0)   | 17  | 18   | 3    | 6.000 | 498         | 385         | 1.294       |
| 2   | Dinamo Kazań   | 6     | 4 (0)   | 2 (1)   | 13  | 14   | 7    | 2.000 | 478         | 415         | 1.152       |
| 3   | Béziers Volley | 6     | 2 (1)   | 4 (0)   | 5   | 7    | 14   | 0.500 | 421         | 486         | 0.866       |
| 4   | Marica Płowdiw | 6     | 0 (0)   | 6 (1)   | 1   | 3    | 18   | 0.167 | 392         | 503         | 0.779       |

Źródło: cev.lu (ang.)
Punktacja: 3:0 i 3:1 – 3 pkt; 3:2 – 2 pkt; 2:3 – 1 pkt; 1:3 i 0:3 – 0 pkt
Zasady ustalania kolejności: 1. liczba zwycięstw, 2. liczba punktów, 3. stosunek setów, 4. stosunek małych punktów, 5. bilans w bezpośrednich meczach
Wyniki
| Data       | Godz. | Drużyna 1      | Wynik | Drużyna 2      | 1     | 2     | 3     | 4     | 5     | Widzów | *      |
| ---------- | ----- | -------------- | ----- | -------------- | ----- | ----- | ----- | ----- | ----- | ------ | ------ |
| 24.11.2021 | 20:00 | Béziers Volley | 3:0   | Marica Płowdiw | 25:21 | 25:20 | 25:16 |       |       | 500    | raport |
| 25.11.2021 | 19:00 | Fenerbahçe     | 3:2   | Dinamo Kazań   | 15:25 | 22:25 | 25:17 | 25:21 | 15:7  | 2114   | raport |
| 07.12.2021 | 19:00 | Dinamo Kazań   | 3:1   | Béziers Volley | 22:25 | 25:23 | 25:18 | 25:17 |       | 524    | raport |
| 08.12.2021 | 19:00 | Marica Płowdiw | 1:3   | Fenerbahçe     | 14:25 | 25:20 | 23:25 | 15:25 |       | 1600   | raport |
| 21.12.2021 | 19:00 | Dinamo Kazań   | 3:0   | Marica Płowdiw | 25:10 | 25:21 | 25:20 |       |       | 554    | raport |
| 23.12.2021 | 19:00 | Béziers Volley | 0:3   | Fenerbahçe     | 24:26 | 15:25 | 22:25 |       |       | 732    | raport |
| 18.01.2022 | 20:00 | Béziers Volley | 0:3   | Dinamo Kazań   | 12:25 | 17:25 | 21:25 |       |       | 500    | raport |
| 19.01.2022 | 19:00 | Fenerbahçe     | 3:0   | Marica Płowdiw | 25:22 | 25:11 | 25:14 |       |       | 1550   | raport |
| 01.02.2022 | 19:00 | Marica Płowdiw | 2:3   | Béziers Volley | 27:29 | 25:23 | 17:25 | 25:16 | 12:15 | 520    | raport |
| 11.02.2022 | 19:00 | Dinamo Kazań   | 0:3   | Fenerbahçe     | 20:25 | 22:25 | 19:25 |       |       | 1500   | raport |
| 15.02.2022 | 20:00 | Fenerbahçe     | 3:0   | Béziers Volley | 25:8  | 25:17 | 25:19 |       |       | 1250   | raport |
| 15.02.2022 | 19:00 | Marica Płowdiw | 0:3   | Dinamo Kazań   | 15:25 | 19:25 | 20:25 |       |       | 1700   | raport |

#### Grupa E
Tabela
| Lp. | Drużyna                   | Mecze | Mecze   | Mecze   | Pkt | Sety | Sety | Sety  | Małe punkty | Małe punkty | Małe punkty |
| Lp. | Drużyna                   | M     | W (3:2) | P (2:3) | Pkt | wyg. | prz. | ratio | zdob.       | str.        | ratio       |
| --- | ------------------------- | ----- | ------- | ------- | --- | ---- | ---- | ----- | ----------- | ----------- | ----------- |
| 1   | Imoco Volley Conegliano   | 6     | 6 (0)   | 0 (0)   | 18  | 18   | 0    | MAX   | 377         | 193         | 1.953       |
| 2   | Grupa Azoty Chemik Police | 6     | 4 (0)   | 2 (0)   | 12  | 12   | 7    | 1.714 | 369         | 293         | 1.259       |
| 3   | ŽOK Ub                    | 6     | 2 (0)   | 4 (0)   | 6   | 7    | 12   | 0.583 | 381         | 441         | 0.864       |
| 4   | Fatum Nyíregyháza         | 6     | 0 (0)   | 6 (0)   | 0   | 0    | 18   | 0.000 | 250         | 450         | 0.556       |

Źródło: cev.lu (ang.)
Punktacja: 3:0 i 3:1 – 3 pkt; 3:2 – 2 pkt; 2:3 – 1 pkt; 1:3 i 0:3 – 0 pkt
Zasady ustalania kolejności: 1. liczba zwycięstw, 2. liczba punktów, 3. stosunek setów, 4. stosunek małych punktów, 5. bilans w bezpośrednich meczach
Wyniki
| Data       | Godz. | Drużyna 1                 | Wynik | Drużyna 2                 | 1     | 2     | 3     | 4     | 5 | Widzów | *      |
| ---------- | ----- | ------------------------- | ----- | ------------------------- | ----- | ----- | ----- | ----- | - | ------ | ------ |
| 24.11.2021 | 18:00 | Grupa Azoty Chemik Police | 3:0   | Fatum Nyíregyháza         | 25:11 | 25:13 | 25:14 |       |   | 1993   | raport |
| 24.11.2021 | 19:30 | Imoco Volley Conegliano   | 3:0   | ŽOK Ub                    | 25:8  | 27:25 | 25:16 |       |   | 1603   | raport |
| 08.12.2021 | 18:00 | ŽOK Ub                    | 1:3   | Grupa Azoty Chemik Police | 20:25 | 25:18 | 20:25 | 16:25 |   | 1000   | raport |
| 09.12.2021 | 18:00 | Fatum Nyíregyháza         | 0:3   | Imoco Volley Conegliano   | 18:25 | 13:25 | 11:25 |       |   | 1532   | raport |
| 22.12.2021 | 18:00 | ŽOK Ub                    | 3:0   | Fatum Nyíregyháza         | 25:21 | 25:20 | 25:23 |       |   | 1100   | raport |
| 23.12.2021 | 18:00 | Grupa Azoty Chemik Police | 0:3   | Imoco Volley Conegliano   | 21:25 | 19:25 | 11:25 |       |   | 1739   | raport |
| 20.01.2022 | 18:00 | Grupa Azoty Chemik Police | 3:0   | ŽOK Ub                    | 25:17 | 25:19 | 25:14 |       |   | 1500   | raport |
| 26.01.2022 | 20:30 | Imoco Volley Conegliano   | 3:0   | Fatum Nyíregyháza         | 25:0  | 25:0  | 25:0  |       |   | —      | raport |
| 02.02.2022 | 18:00 | ŽOK Ub                    | 0:3   | Imoco Volley Conegliano   | 16:25 | 22:25 | 13:25 |       |   | 1000   | raport |
| 03.02.2022 | 18:00 | Fatum Nyíregyháza         | 0:3   | Grupa Azoty Chemik Police | 18:25 | 18:25 | 13:25 |       |   | 825    | raport |
| 15.02.2022 | 18:00 | Fatum Nyíregyháza         | 0:3   | ŽOK Ub                    | 19:25 | 21:25 | 17:25 |       |   | 523    | raport |
| 15.02.2022 | 19:30 | Imoco Volley Conegliano   | 3:0   | Grupa Azoty Chemik Police | 25:19 | 25:22 | 25:22 |       |   | 1250   | raport |

#### Klasyfikacja drużyn, które zagrają w ćwierćfinale
| Lp. | Drużyna                         | Mecze | Mecze   | Mecze   | Pkt | Sety | Sety | Sety  | Małe punkty | Małe punkty | Małe punkty |
| Lp. | Drużyna                         | M     | W (3:2) | P (2:3) | Pkt | wyg. | prz. | ratio | zdob.       | str.        | ratio       |
| --- | ------------------------------- | ----- | ------- | ------- | --- | ---- | ---- | ----- | ----------- | ----------- | ----------- |
| E1  | Imoco Volley Conegliano         | 6     | 6 (0)   | 0 (0)   | 18  | 18   | 0    | MAX   | 377         | 193         | 1.953       |
| B1  | VakıfBank SK                    | 6     | 6 (0)   | 0 (0)   | 18  | 18   | 2    | 9.000 | 494         | 353         | 1.399       |
| D1  | Fenerbahçe                      | 6     | 6 (1)   | 0 (0)   | 17  | 18   | 3    | 6.000 | 498         | 385         | 1.294       |
| C1  | Dinamo Moskwa                   | 6     | 5 (2)   | 1 (0)   | 13  | 15   | 7    | 2.143 | 489         | 459         | 1.065       |
| A1  | Developres Bella Dolina Rzeszów | 6     | 5 (2)   | 1 (0)   | 13  | 15   | 8    | 1.875 | 521         | 467         | 1.116       |
| A2  | Lokomotiw Kaliningrad           | 6     | 4 (0)   | 2 (1)   | 13  | 15   | 7    | 2.143 | 515         | 472         | 1.091       |
| D2  | Dinamo Kazań                    | 6     | 4 (0)   | 2 (1)   | 13  | 14   | 7    | 2.000 | 478         | 415         | 1.152       |
| B2  | Vero Volley Monza               | 6     | 4 (0)   | 2 (0)   | 12  | 14   | 6    | 2.333 | 456         | 408         | 1.118       |

Źródło: cev.lu (ang.)
Punktacja: 3:0 i 3:1 – 3 pkt; 3:2 – 2 pkt; 2:3 – 1 pkt; 1:3 i 0:3 – 0 pkt
Zasady ustalania kolejności: 1. liczba zwycięstw, 2. liczba punktów, 3. stosunek setów, 4. stosunek małych punktów, 5. bilans w bezpośrednich meczach
     awans do ćwierćfinału

## Faza play-off

### Ćwierćfinały
| Data       | Godz. | Drużyna 1                       | Wynik | Drużyna 2               | 1     | 2     | 3     | 4     | 5     | Złoty set | Widzów | *      |
| ---------- | ----- | ------------------------------- | ----- | ----------------------- | ----- | ----- | ----- | ----- | ----- | --------- | ------ | ------ |
| –          | –     | Dinamo Kazań                    | –     | Dinamo Moskwa           | –     | –     | –     | –     | –     |           | –      | raport |
| –          | –     | Dinamo Kazań                    | –     | Dinamo Moskwa           | –     | –     | –     | –     | –     | –         | raport |        |
| 09.03.2022 | 20:30 | Vero Volley Monza               | 0:3   | Imoco Volley Conegliano | 21:25 | 21:25 | 19:25 |       |       |           | 2376   | raport |
| 17.03.2022 | 20:30 | Vero Volley Monza               | 1:3   | Imoco Volley Conegliano | 19:25 | 25:22 | 16:25 | 17:25 |       | 2803      | raport |        |
| 08.03.2022 | 18:00 | Developres Bella Dolina Rzeszów | 3:2   | VakıfBank SK            | 15:25 | 29:27 | 19:25 | 29:27 | 15:13 |           | 4500   | raport |
| 16.03.2022 | 18:00 | Developres Bella Dolina Rzeszów | 1:3   | VakıfBank SK            | 15:25 | 19:25 | 25:23 | 23:25 |       | 1942      | raport |        |
| –          | –     | Lokomotiw Kaliningrad           | 0:3   | Fenerbahçe              | 0:25  | 0:25  | 0:25  |       |       |           | –      | raport |
| –          | –     | Lokomotiw Kaliningrad           | 0:3   | Fenerbahçe              | 0:25  | 0:25  | 0:25  |       |       | –         | raport |        |

### Półfinały
| Data       | Godz. | Drużyna 1    | Wynik | Drużyna 2               | 1     | 2     | 3     | 4     | 5 | Złoty set | Widzów | *      |
| ---------- | ----- | ------------ | ----- | ----------------------- | ----- | ----- | ----- | ----- | - | --------- | ------ | ------ |
| –          | –     | ?            | –     | Imoco Volley Conegliano | –     | –     | –     | –     | – |           | –      |        |
| –          | –     | ?            | –     | Imoco Volley Conegliano | –     | –     | –     | –     | – | –         |        |        |
| 31.03.2022 | 19:00 | VakıfBank SK | 3:1   | Fenerbahçe              | 25:21 | 25:20 | 22:25 | 25:18 |   | 15:11     | 2039   | raport |
| 06.04.2022 | 19:00 | VakıfBank SK | 0:3   | Fenerbahçe              | 14:25 | 20:25 | 26:28 |       |   | 15:11     | 5500   | raport |

### Finał
| Data       | Godz. | Drużyna 1               | Wynik | Drużyna 2    | 1     | 2     | 3     | 4     | 5 | Widzów | *      |
| ---------- | ----- | ----------------------- | ----- | ------------ | ----- | ----- | ----- | ----- | - | ------ | ------ |
| 22.05.2022 | 18:00 | Imoco Volley Conegliano | 1:3   | VakıfBank SK | 22:25 | 21:25 | 25:23 | 21:25 |   | 9304   | raport |